# Ouverture per una festa accademica
L'Ouverture per una festa accademica (in tedesco Akademische Festouvertüre) è stata composta da Johannes Brahms durante l'estate del 1880 come un "ringraziamento" musicale all'Università di Breslavia, che lo aveva laureato honoris causa l'anno precedente.
Il lavoro fu eseguito per la prima volta il 4 gennaio 1881 nella Sala del Konzerthaus di Breslavia, sotto la direzione di Brahms.

## Struttura e strumentazione
L'Ouverture è strumentata per grande orchestra, e richiede uno dei più vasti organici rispetto ad ogni composizione: ottavino, 2 flauti, 2 oboi, 2 clarinetti in si bemolle e in do, 2 fagotti, controfagotto; 4 corni (1° e 2° in do, 3° e 4° in mi), 3 trombe in do, 3 tromboni e tuba, timpani, triangolo, grancassa e archi.
L'Ouverture consiste di quattro sezioni continue:
- Allegro in Do minore
- Maestoso in Do maggiore
- Animato in Sol maggiore
- Finale Maestoso in Do maggiore.

L'autore ha utilizzato quattro motivi studenteschi in questo lavoro: Wir hatten gebauet ein stattliches Haus, Alles schweige! (Hört, ich sing das Lied der Lieder), Fuchsenritt (Was kommt dort von der Höh') e nel finale l'inno internazionale degli studenti, Gaudeamus igitur.